# Junto Nakatani
Pour les articles homonymes, voir Nakatani.
Junto Nakatani (中谷潤人, Nakatani Junto) est un boxeur japonais né le 2 janvier 1998 à Tōin (préfecture de Mie), au Japon.

## Carrière
Passé professionnel en 2015, Junto Nakatani devient champion du Japon des poids mouches le 2 février 2019 puis remporte le titre vacant de champion du monde WBO de la catégorie le 6 novembre 2020 après sa victoire par KO au 8e round contre Giemel Magramo. Nakatani conserve son titre le 11 septembre 2021 en battant par arrêt de l'arbitre au 4e round Ángel Acosta puis le 9 avril 2022 en contraignant à l'arrêt au 8e round Ryota Yamauchi. Il laisse finalement son titre vacant le 27 octobre 2022 pour combattre dans la catégorie des poids super-mouches et obtient la ceinture vacante WBO le 20 mai 2023 après sa victoire par KO au 12e round contre Andrew Moloney.
Le 18 septembre 2023, Junto Nakatani bat aux points Argi Cortes pour la première défense de sa ceinture WBO. Il décide de la laisser vacante le 13 décembre suivant et remporte la ceinture WBC des poids coqs le 24 février 2024 en battant par arrêt de l'arbitre au 6e round Alexandro Santiago, ceinture qu'il conserve le 20 juillet 2024 après sa victoire par KO au premier round contre Vincent Astrolabio puis le 14 octobre suivant par arrêt de l'arbitre au 6e round contre Tasana Salapat.
Le boxeur japonais continue sa série de victoires le 24 février 2025 en battant par KO au 3e round David Cuellar Contreras puis s'empare de la ceinture IBF aux dépens de son compatriote Ryosuke Nishida le 8 juin 2025 par abandon au sixième round.